# Thomas Cole

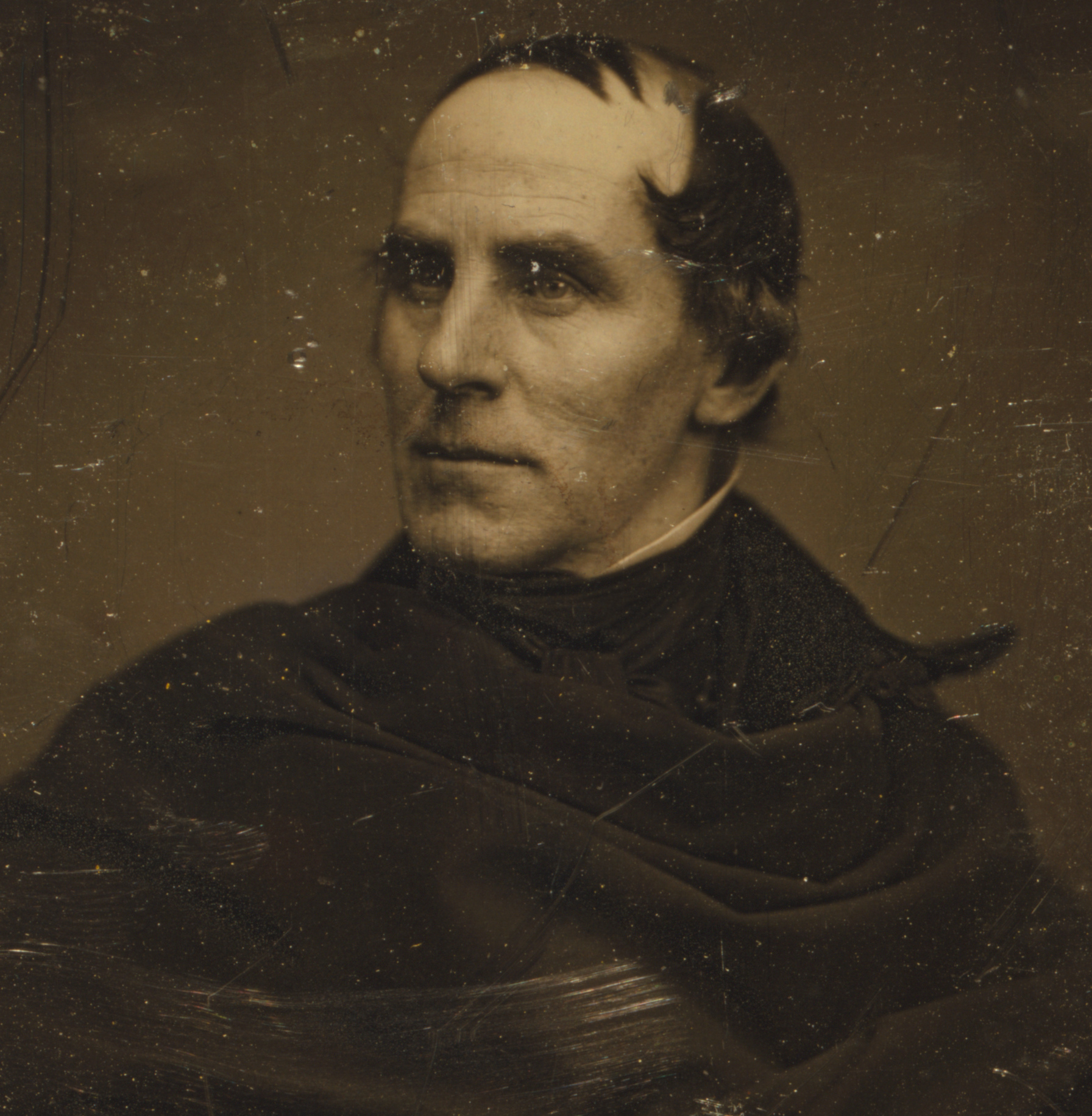
Fotografisch portret van Thomas Cole door Mathew Brady, ca. 1845, Library of Congress, Washington

Thomas Cole (Bolton (Lancashire), 1 februari 1801 - Catskills (New York), 11 februari 1848) was een Amerikaanse kunstschilder uit de negentiende eeuw. Cole geldt als een der meest vooraanstaande landschapschilders van zijn tijd en wordt gezien als de oprichter van de Hudson River School.

## Biografie
Hij werd geboren in Groot-Brittannië, in de buurt van Manchester en emigreerde op achttienjarige leeftijd met zijn familie naar Amerika.
Zijn schilderijen zijn sterk beïnvloed door de romantische poëzie en literatuur van zijn tijd en beelden eindeloze landschappen af, waarin kleine mensenfiguren een ondergeschikte rol spelen. Tot de hoogtepunten van zijn oeuvre wordt de cyclus The Voyage of Life uit 1842 gerekend.
Het werk van Cole was een inspiratiebron voor cineasten van westerns later in de 20e eeuw.

## Werken

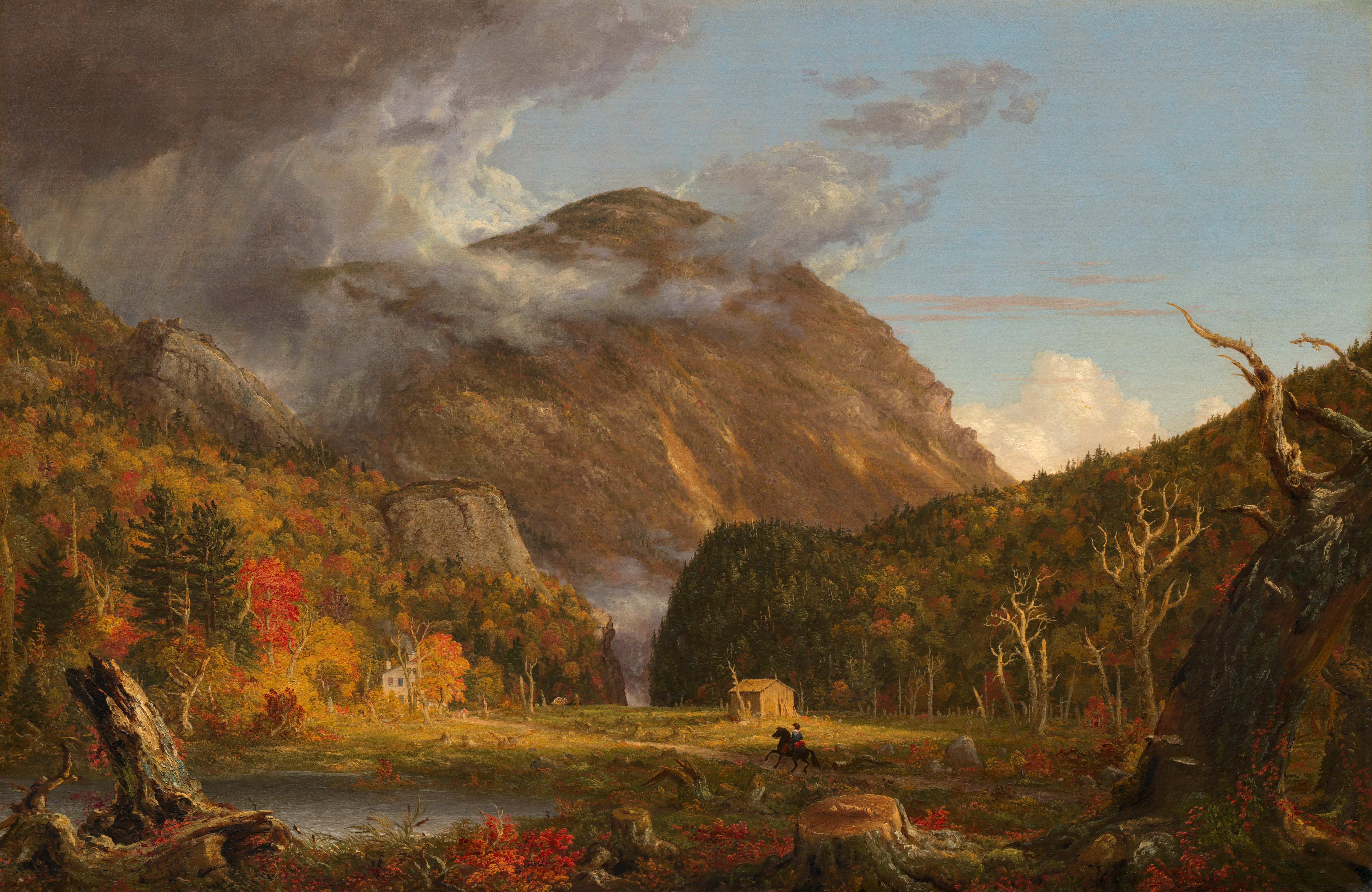
A View of the Mountain Pass Called the Notch of the White Mountains (Crawford Notch), 1839, National Gallery of Art, Washington
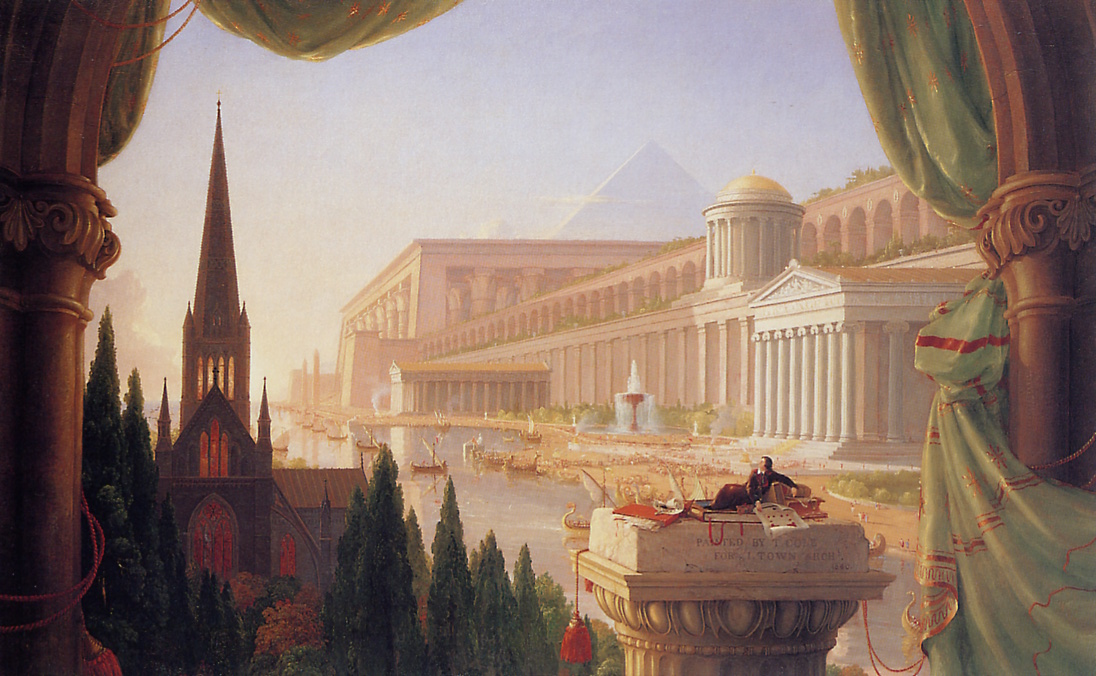
The Dream of the Architect (1840), Toledo Museum of Art
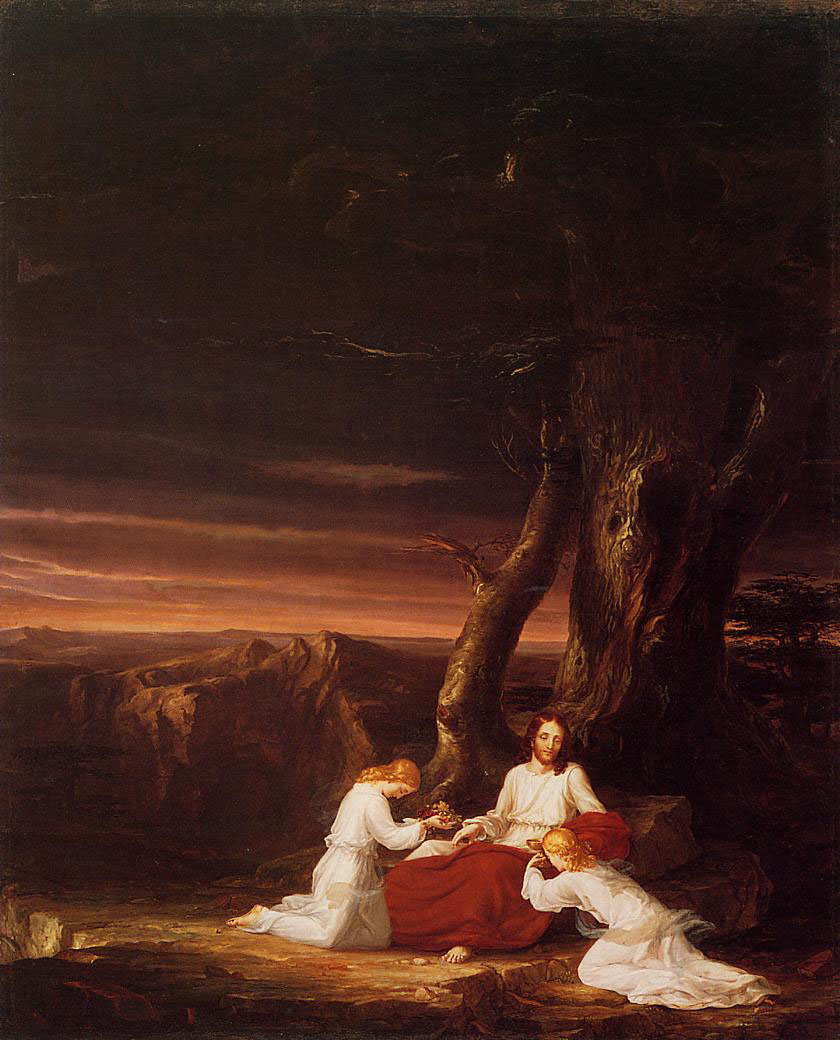
Angels Ministering to Christ in the Wilderness (1843), Worcester Art Museum
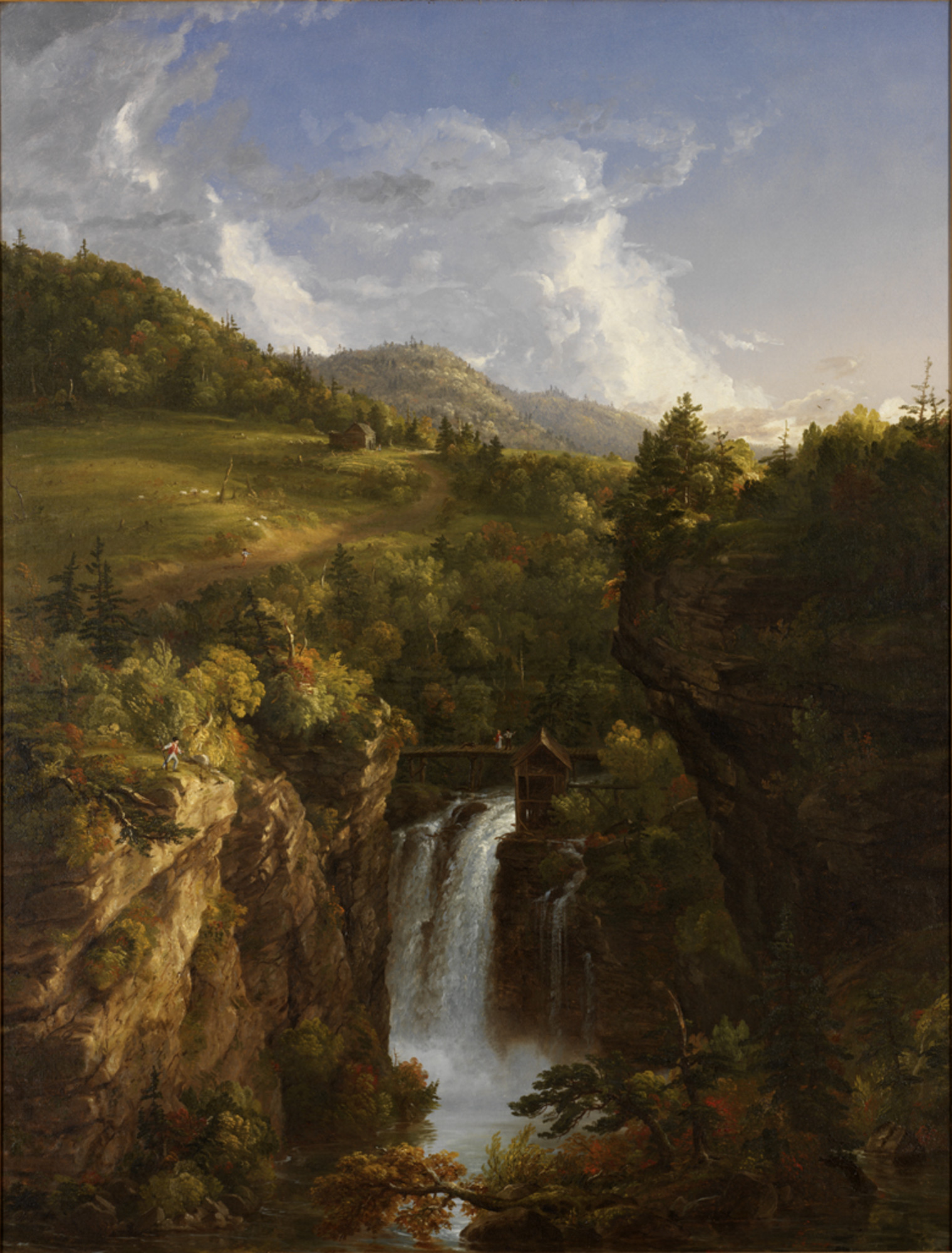
Genesee Scenery, 1847, Rhode Island School of Design Museum, Providence (Rhode Island)

- Bibsys: 1512647520689
- Biblioteca Nacional de España: XX1708606
- Bibliothèque nationale de France: cb11952623p (data)
- Catàleg d'autoritats de noms i títols de Catalunya: 981058620334906706
- CiNii: DA06255886
- Gemeinsame Normdatei: 119181274
- International Standard Name Identifier: 0000 0000 8129 7459
- Library of Congress Control Number: n50026811
- MusicBrainz: 87a3b0c8-8894-47ff-b113-3561440de8b4
- Nationale Bibliotheek van Tsjechië: ola2003188639
- Nationale Bibliotheek van Israël: 987007603857305171
- Nationale Bibliotheek van Polen: a0000002887734
- Nederlandse Thesaurus van Auteursnamen: 074483471
- RKD-Nederlands Instituut voor Kunstgeschiedenis: 17625
- Istituto Centrale per il Catalogo Unico: LO1V251642
- SNAC: w6251m91
- Système universitaire de documentation: 02750008X
- Union List of Artist Names: 500028323
- Virtual International Authority File: 51697901
- WorldCat: E39PBJh8TXRXRV4YqtwdxCxdQq